# Лонжек (Куявсько-Поморське воєводство)
Лонжек (пол. Łążek) — село в Польщі, у гміні Осе Свецького повіту Куявсько-Поморського воєводства.
Населення — 375 осіб (2011).
У 1975—1998 роках село належало до Бидгощського воєводства.

## Демографія
Демографічна структура станом на 31 березня 2011 року:
|          | Загалом | Допрацездатний вік | Працездатний вік | Постпрацездатний вік |
| -------- | ------- | ------------------ | ---------------- | -------------------- |
| Чоловіки | 200     | 45                 | 135              | 20                   |
| Жінки    | 175     | 34                 | 104              | 37                   |
| Разом    | 375     | 79                 | 239              | 57                   |